# Reiko Yoshida
Pour les articles homonymes, voir Yoshida.
Reiko Yoshida (吉田 玲子, Yoshida Reiko), née en 1967 à la préfecture de Hiroshima, est une mangaka et scénariste japonaise.

## Carrière
Reiko Yoshida a travaillé sur les scénarios de nombreuses œuvres culturelles en papier et en animation (Non Non Biyori).
Elle commence sa carrière avec Street Fighter Alpha (film d'animation) en 1999. En 2002, elle participe au scénario du dessin animé Le Royaume des chats.
Elle publie son premier manga, Tokyo Mew Mew en 2000 (sortie française en 2021),,.
C'est en 2011 qu'elle participe à l'adaptation animée télévisée du manga You and Me (Kimi to Boku). 
L'année suivante, le magazine Fujimi Shobo annonce que Reiko Yoshida devient a principale scénariste du Kenichi Imaizumi, au lieu de Takuya Sato et Jukki Hanada; qui étaient les scénaristes de la version de 2009. La mangaka travaille aussi sur le scénario de l'animé Girls und Panzer).
L'animé Aria the Arrived de septembre 2015 est scénarisé par Reiko Yoshida. La même année, le magazine Comic Alive en novembre que la scénariste japonaise prendra en charge le script de l'animé original Hai-furi.
La scénariste est invitée en 2018 au Festival d'Annecy au côté de Masaaki Yuasa et Eunyoung Choi, notamment pour son travail dans Lou et les Sirènes.
Reiko Yoshida sera chargée du scénario du long métrage Liz et l'oiseau bleu, présenté en France en 2019.
En 2021, elle signe un autre film, Ride Your Wave,.En 2022, Reiko Yoshida travaille sur le script du film Kimi no Iro, aux côtés de la réalisatrice Naoko Yamada,.

### Manga
- Tokyo Mew Mew : scénario

### Anime
- Angelic Layer : scénario (épisodes 6, 12, 20, 21)
- ARIA The ANIMATION : scénario
- ARIA The NATURAL : scénario
- Blood+ : scénario (épisodes 8, 14, 22, 25, 31, 35, 43, 47)
- Bomberman Jetters : scénario (épisodes 17, 18, 23, 27, 31, 34, 35)
- Boys Over Flowers : scénario
- Canvas2 ~Niji-iro no Sketch~ : scénario (épisode 1)
- Chocola et Vanilla : scénario
- D.Gray-man : scénario
- Deltora Quest : scénario
- Digi-girl Pop! : scénario
- Digimon Adventure 02 : scénario
- Gad Guard (en) : scénario
- Genshiken : scénario (épisode 2)
- Getbackers : scénario
- Ghost Hunt : scénario
- Hanayamata : scénario
- The Heike Story : scénario
- Jing: King of Bandits : scénario
- Jyu Oh Sei : scénario
- K-ON! : scénario
- Kabutomushi Ouji Mushiking - Mori no Tame no Densetsu : scénario
- Kaikan Phrase : scénario
- Kaleido Star : scénario
- Kamisama Kazoku : scénario
- Kasumin : scénario
- Kin'iro no Corda : scénario
- Kobato. : scénario
- Major : scénario
- Maria-sama ga Miteru : scénario (épisodes 1 à 3, 7, 8, 10, 11),
- Maria-sama ga Miteru ~Haru~ : scénario (épisodes 5, 7, 8, 12, 13)
- Mizuiro Jidai : scénario
- Mushi-Uta : scénario
- Ojamajo Doremi : scénario
- Peach Girl : scénario
- PoPoLoCrois : scénario (épisodes 1-3, 6, 12, 13, 16, 21, 23, 26)
- REC : scénario
- Romeo x Juliet : scénario
- Saiunkoku Monogatari : scénario (épisodes 4, 5)
- School Rumble : scénario
- Scrapped Princess : scénario (épisodes 1, 3, 4, 14, 16, 19, 22)
- Shinigami no ballad : scénario (épisodes 1 à 6)
- Street Fighter Alpha : scénario
- Chocola et Vanilla : scénario
- Tokyo Mew Mew : histoire originale
- Victorian romance Emma : scénario (épisode 6)
- Violet Evergarden : scénario
- Virtua Fighter : scénario
- Yume no Crayon Oukoku : scénario

### OAV
- Kaleido Star: New Wings Extra Stage
- Kaleido Star ~Layla Hamilton Monogatari~
- Kaleido Star: Good dayo! Goood!!
- Kasho no Tsuki
- Maria-sama ga Miteru
- Samurai X: Reflection

### Films d'animation
- The Cat Returns (script)
- Silent Voice (scénario)
- Liz and the blue bird (scénario)
- Digimon Adventure
- Digimon: Diaboromon Strikes Back
- Digimon: The Golden Digimentals
- Tales of Vesperia ~The First Strike~

### Récompenses
En 2021, à l'occasion du Festival du Film d'Animation de Tokyo, Reiko Yoshida reçoit le Prix de l'Animation de l'Année dans les catégories "Œuvre originale: catégorie scénario" pour son travail dans le film Violet Evergarden: The Movie.